# Scopula fuscata
Scopula fuscata là một loài bướm đêm trong họ Geometridae.